# Ecoforídeos
Ecoforídeos (Oecophoridae) são uma família de insectos da ordem Lepidoptera.